# Latit

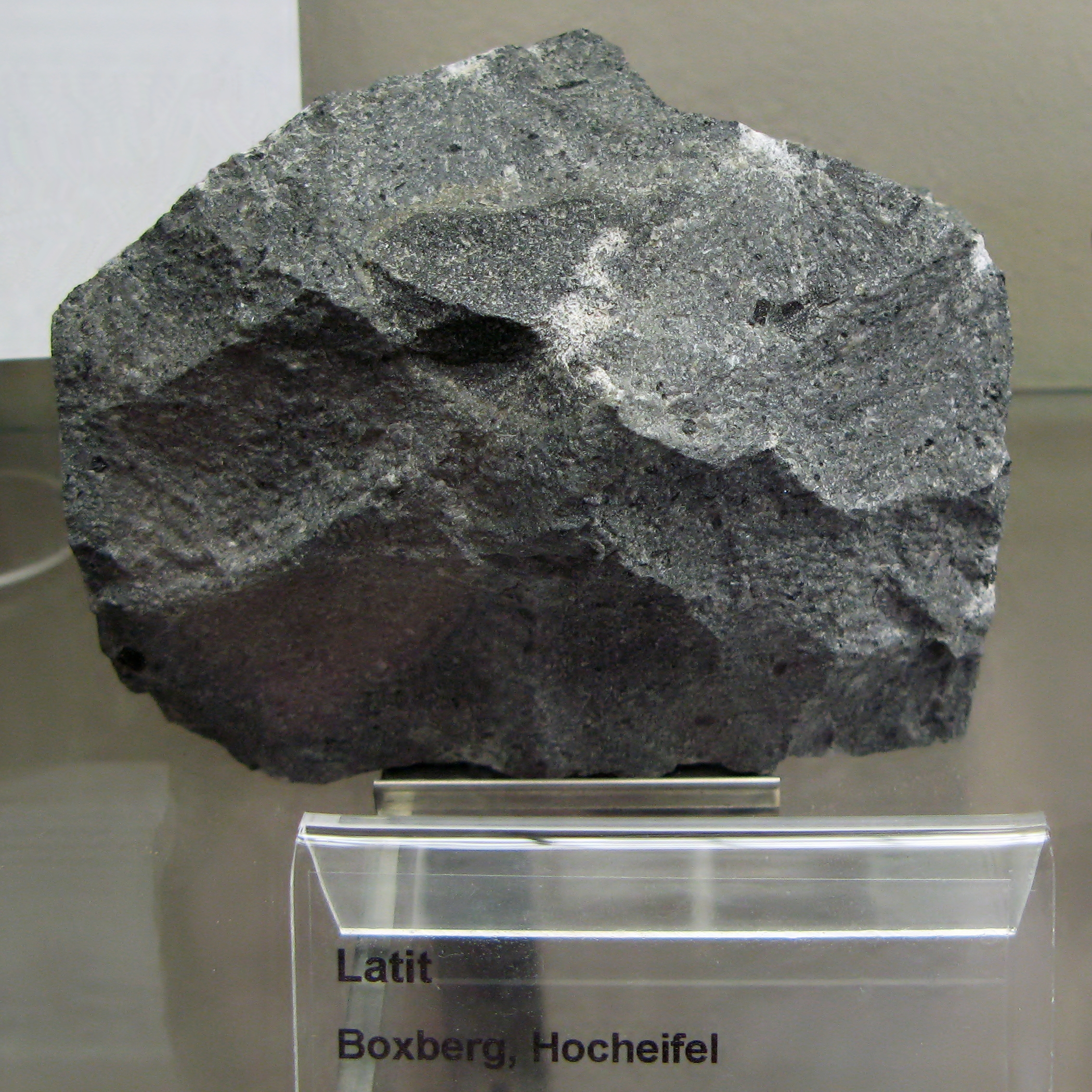
Latite - Boxberg (Eifel), Německo

Latit je extruzivní magmatická hornina, která tvoří extruzivní ekvivalent k intruzivní hornině jménem monzonit. Dříve se pro latity používalo označení trachyandezity a trachybazalty. Skládá se převážně z alkalických živců (sanidin), plagioklasu a 0-5 % křemene.